# 塞梅尼夫卡 (別爾哥羅德-德涅斯特羅夫斯基區)

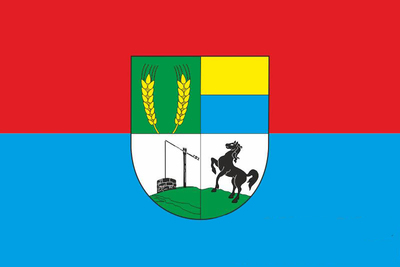
塞梅尼夫卡旗幟

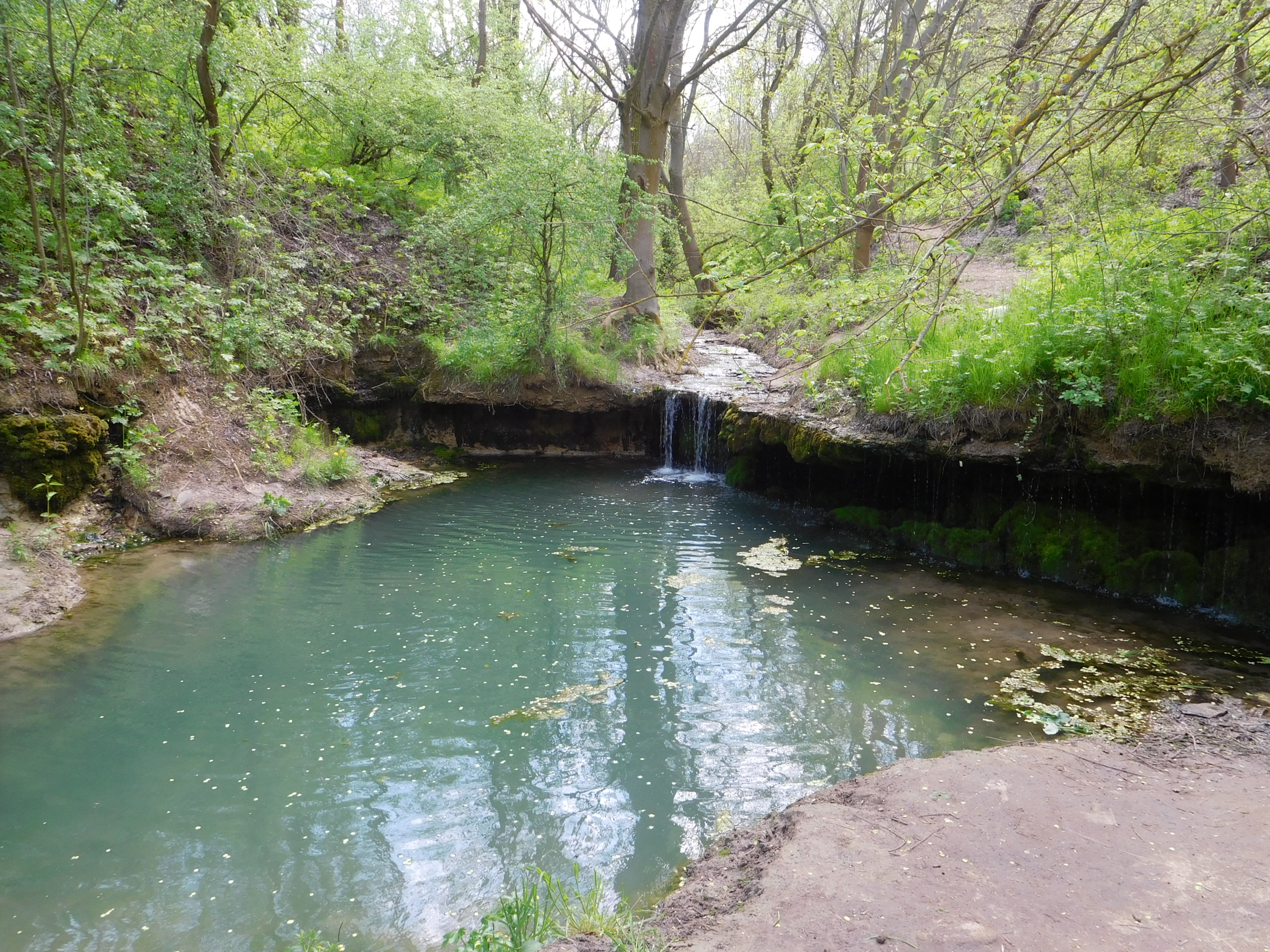
塞梅尼夫卡附近的平靜之泉（Джерело "Мирне"）

46°16′44″N 30°7′15″E / 46.27889°N 30.12083°E
塞梅尼夫卡是烏克蘭的村落，位於該國西南部敖德薩州，由比爾霍羅德-德涅斯特羅夫斯基區的舊科扎切市鎮負責管轄，始建於1824年，面積1.04平方公里，海拔高度89米，2001年人口588，人口密度每平方公里565.38人。